# أيام الخوف (مسلسل)
'ليل الخائفين هو مسلسل اجتماعي سوري من إنتاج العام 1994

## ملخص المسلسل
يُعتبر بمثابة أكثر من ملحمة درامية إنسانية واقعية يتأجج فيها الصراع على أكثر من صعيد؛ فعلى أحد الأصعدة هناك الصراع النفسي بداخل الإنسان ما بين أن يكون نفسه، على صغرها وبساطتها، وأن يكون نسخة مستنسخة من شخص آخر، أي نعم، فالشعرة الفارقة بين الحسد، والإعجاب، والاقتداء، والتقليد هي شعرة دقيقة للغاية، ومتى قطعت فقد تودى بالإنسان إلى الجنون، وتحيل حياته وحياة من حوله إلى جحيم مستعر، وتلك بالضبط هي الحالة التي يعيشها بطل المسلسل، المهندس شريف اللبدى (بسام كوسا) الذي يتزوج غادة (سمر سامى) عالمًا أنها طليقة مهندس آخر يدعى ماهر طه (جمال سليمان)، وهذا المهندس كانت لديه موهبة الكتابة والتأليف الروائي، ومع الوقت يصير لدى شريف هوس بأن يكون نسخة طبق الأصل من ماهر، إلا أنه في نهاية الأمر يدرك حقيقة قدوته المزيفة! وهذا يأخذنا إلى الصعيد الآخر من الصراع ألا وهو الصراع الأزلى بين القيم والمادة، وكيف يمكن للمرء أن يفقد إنسانيته من خلال سعيه الدؤوب وراء الحصول على المزيد، وبأي ثمن! تحول ولاء ماهر من الكتابة إلى الأعمال لكى يجاري الزمن الذي يسعى فيه الجميع وراء لقمة العيش، فبدأ حياة جديدة وإلى جواره زوجته الجميلة، نادية.
بعودة ماهر وزوجته من الخارج، تتعقد المشكلة أكثر وأكثر، خاصة عندما يتعلق الأمر بمسودة رواية قديمة كان ماهر قد كتبها ونسي أمرها، ولكنها وقعت بالصدفة تحت يد شريف، فماذا يفعل شريف بها؟ وكيف يكون وضعه عندما يعود ماهر من الخارج؟ أسئلة كثيرة تجعل شريف يرتكب الكثير من الحماقات بحثًا عن إجابات لها، ويقضي خلال ذلك «أيام خوف» رهيبة. في إطار هذه الأحداث، يسلط العمل الضوء على الفساد الإداري في الإدارات الحكومية كعامل أساسي لعدم تقدم ونهوض الدولة اقتصاديًا.

## تمثيل
سمر سامي
بسام كوسا
جمال سليمان
جهاد عبدو
رباب كنعان
آمال سعد الدين
عبد الحكيم قطيفان